# شهرستان بالاشوفسکی
شهرستان بالاشوفسکی (به لاتین: Balashovsky District) یک شهرستان در روسیه است که در استان ساراتوف واقع شده‌است.